# Joseph von Xylander

Das Wappen der Edlen und Ritter von Xylander (1792)

Joseph Carl August Anton Aloys Ritter und Edler von Xylander (* 4. Februar 1794 in München; † 2. November 1854 in Frankfurt am Main) war ein bayerischer Generalmajor, Bevollmächtigter bei der Militärkommission des Deutschen Bundes und Mitglied der Frankfurter Nationalversammlung. Außerdem war er Militärschriftsteller, Historiker und Mitglied der Königlich Schwedischen Akademie der Kriegswissenschaften.

## Leben

### Herkunft
Joseph entstammte der kurpfälzischen Adelsfamilie von Xylander. Er war ein Sohn des bayerischen Regimentsquartiermeisters und Krankenhausinspekteurs Alois Edler und Ritter von Xylander und dessen Ehefrau Antonia, geborene Freiin von Pflummern. Der Vater war am 4. Juli 1792, im Kurpfalz-Bayerischen Reichsvikariat, als „Edler von“ in den Reichsadel- und Ritterstand erhoben und am 15. Juli 1809 der bayerischen Adelsmatrikel bei der Ritterklasse immatrikuliert worden.

### Militärkarriere
Nach dem Besuch des Münchener Kadettenkorps trat Xylander 1812 als Unterleutnant in das Ingenieurkorps der Bayerischen Armee ein. Ab 1818 unterrichtete er an seiner Kadettenanstalt. Danach wurde er als Hauptmann Mitglied der bayerischen Delegation der Militärkommission des Deutschen Bundes in Frankfurt am Main. 1846 rückte er zum ersten bayerischen Bevollmächtigten in der Kommission auf. Im Dezember 1848 wurde er zum bayerischen Bevollmächtigten bei der Provisorischen Zentralgewalt berufen.
Vom 13. April bis zum 7. Mai 1849 war er als Nachfolger Carl Kleinschrods kurzfristig fraktionsloser Abgeordneter für Bruck in der Frankfurter Nationalversammlung.
Nach dem Ende der Nationalversammlung wurde er Bevollmächtigter Bayerns bei der Bundeszentralkommission und zum Generalmajor befördert. Ab 1850 war er bayerischer Gesandter beim Deutschen Bund und gleichzeitig Gesandter Bayerns im Großherzogtum Hessen, Kurfürstentum Hessen und im Herzogtum Nassau.

### Familie
Xylander heiratete am 1. August 1822 in München Karoline von Tausch (1802–1878), die Tochter des bayerischen Generalleutnants Georg von Tausch und der Friederike Bissinger. Aus der Ehe gingen zehn Kinder hervor. Davon wurde Robert (1830–1905) bayerischer Generalleutnant, Emil (1835–1911) bayerischer Generaloberst und Heinrich (1840–1905) bayerischer General der Infanterie.

## Ehrungen
- Ehrendoktor der Ludwig-Maximilians-Universität München
- Komturkreuz des bayerischen Verdienstordens vom Heiligen Michael
- Kommandeur I. Klasse des kurhessischen Wilhelmsordens am 6. März 1851
- Komturkreuz des großherzoglich hessischen Ludwigsordens
- Ritterkreuz des badischen Ordens vom Zähringer Löwen
- Goldene Medaille für Kunst und Wissenschaft durch König Friedrich Wilhelm III. von Preußen
- Goldene Verdienstmedaille des Herzoglich Sachsen-Ernestinischen Hausordens
- Komturkreuz des griechischen Erlöser-Ordens
- Ritterkreuz des schwedischen Schwertordens[1]